# Carex griersonii
Carex griersonii là một loài thực vật có hoa trong họ Cói. Noltie đã cung cấp mô tả khoa học đầu tiên về loài này vào năm 1993.